# トーラク
トーラク株式会社（英称：Toraku Foods Co.,Ltd.）は、兵庫県神戸市東灘区に本社を置く洋菓子メーカーである。看板商品の「神戸プリン」や「神戸シェフクラブ」などで知られる。丸大食品の100%子会社。

## 沿革
- 1967年2月 - 大阪府吹田市で、東洋製酪株式会社として創業
- 1989年9月 - 本社を六甲アイランドに移転
- 1992年10月 - トーラク株式会社に社名変更
- 1989年9月 - 「神戸プリン」発売開始
- 2000年11月 - 「神戸シェフクラブ」シリーズ発売開始
- 2015年10月 - 豆乳事業（豆乳飲料および豆乳ヨーグルト）の営業権をポッカサッポロフード&ビバレッジ株式会社へ譲渡。2016年4月に受注・納品・請求業務も同社へ移管した。なお、同社への営業権譲渡後も製造は引き続き当社が担当する[2]。
- 2020年7月 - 丸大食品が不二製油グループから全株式を取得し、丸大食品の完全子会社となる[3]。

## 主な商品
- 神戸プリン
- 神戸シェフクラブ（各種デザート）
- らくらくホイップ（ホイップクリーム）

## CM
1990年代初頭から中期にかけて、羽野晶紀を起用してCMを放映していた。Kiss FM KOBEでも放送されていた「KOBE STYLISH WINDS」（FM横浜制作）のスポンサーでもあったので、関東でもラジオCMが放送されている。
また2004年には同じ時期に在阪局アナウンサーからフリーに転身した梅田淳と宮根誠司を起用したCMを放映していた。現在CMは放映されていない。